# Neisseria weaveri
Neisseria weaveri – gatunek Gram-ujemnej bakterii włączony do rodzaju Neisseria w 1993 roku. Bakteria ta przybiera rzadko spotykany u Neisseria kształt pałeczki. Tworzy szarawo-białe kolonie osiągające średnicę 1–2 mm po 24 godzinach hodowli. Ponadto, kolonie cechują się aktywnością hemolityczną na agarze z krwią. Bakteria ta wytwarza katalazę, ale nie fermentuje węglowodanów. Ponadto, zdolna jest do redukcji azotynów, ale nie azotanów. Zasiedla jamę ustną psów, a na ludzi przenosi się w wyniku ugryzienia przez psa. N. weaverii może wywoływać stany patologiczne takie jak sepsa, zapalenie otrzewnej czy infekcje dolnych dróg oddechowych.